# Championnat de France de hockey sur glace 1919-1920
Saison précédente Saison suivante
La saison 1919-1920 est la 6e saison du championnat de France de hockey sur glace. Il s'agit de la première édition du championnat depuis la fin de la première Guerre mondiale.

## Bilan
Le club du Ice Skating Club Paris, nouveau nom du Club des Patineurs de Paris, est champion de France.